# Hirata Atsutane
Hirata Atsutane (平田 篤胤, 6 de outubro de 1776 – 2 de novembro de 1843) foi um estudioso japonês, frequentemente classificado como um dos Quatro Grandes Homens de Kokugaku (nativistas), e um dos mais significativos teólogos da religião Xinto. O seu nome literário foi Ibukinoya (気吹舎).

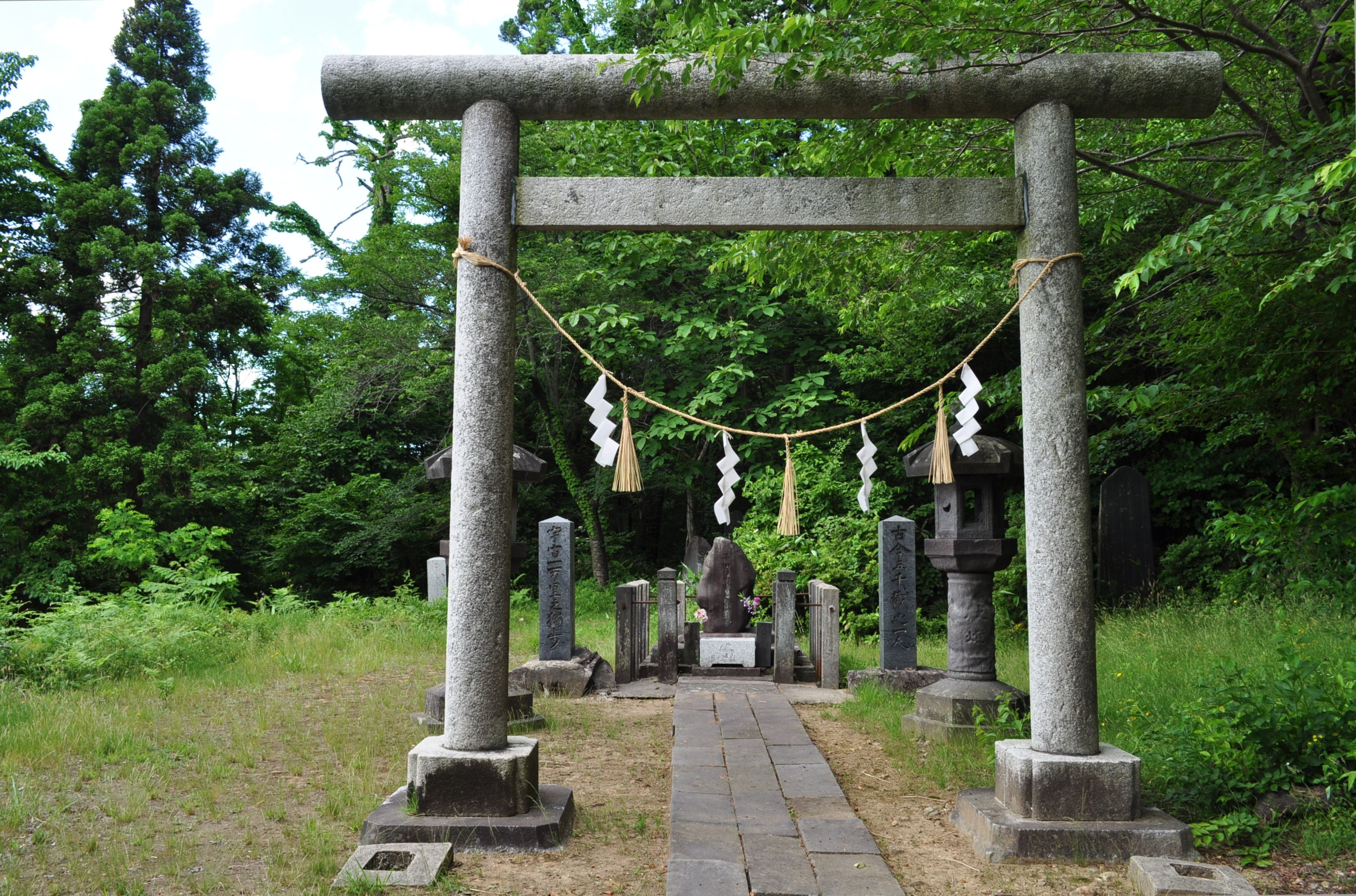
Túmulo de Hirata Atsutane

O túmulo de Atsutane foi designado como Sítio Histórico Nacional do Japão em 1934.